# Tatia brunnea
 Tatia brunnea és una espècie de peix de la família dels auqueniptèrids i de l'ordre dels siluriformes.

## Morfologia
Els mascles poden assolir els 11,6 cm de llargària total.

## Distribució geogràfica
Es troba a Sud-amèrica: Surinam, Guaiana Francesa i el Brasil.

## Observacions
La seua mida petita el fa força apreciat com a peix d'aquari.